# VLAN
VLAN, (Virtual LAN) är en teknik inom datakommunikation för att ge användargrupper tillgång till "egna" nät fast dessa enbart är virtuella och delar samma fysiska nät. Separeringen mellan de virtuella näten sköts av nätverksswitchar.
Behovet är främst av sekretesskäl där till exempel flera företag delar våningar i samma byggnad, med samma datanät, men vill ha egna intranät tillgängliga från alla egna avdelningar, eller en enskild institution vill erbjuda gäster tillgång till Internet utan att ge access till intranätet och utan att dra skilda kablar för gästnätet.
Då ett företag spritt över flera fysiska platser vill ha ett internt nätverk för interaktionen mellan sina anställda som är skyddat från insyn använder man en annan typ av virtuella nätverk, VPN, där nätverkstrafiken leds som krypterad mellan enskilda datorer eller enskilda intranät och en server inom det egentliga intranätet.
VLAN är en numera vanlig och grundläggande funktion i de flesta switchar för ethernet, med undantag för de enklaste modellerna för hemmabruk. Trafik mellan olika VLAN måste precis som med vanliga LAN routas med en router eller lager-3-switch.

## Standarder
IEEE 802.1Q är standarden som definierar hur VLAN rent tekniskt implementeras i protokoll och nätverkshårdvara.
ISL (Inter-Switch Link) är ett proprietärt protokoll utvecklat av Cisco. ISL kan bara användas mellan Cisco-produkter och man kan inte använda sig av både ISL och IEEE 802.1Q samtidigt.